# 古吉街站
古吉街站（英語：Goodge Street tube station）是倫敦地鐵北線查令十字支線的一個車站，位於卡姆登區。本站位於菲茨羅維亞，地面出入口位於托登罕宮路。本站屬於倫敦軌道運輸第1收費區。
本站出入口位於托登罕宮路西側、托登罕宮路與古吉街交界以北不遠處。

## 歷史
本站於1907年6月22日隨查令十字、尤斯頓及漢普斯特德鐵路首通段通車而啟用，當時站名是托登罕宮路。現時的托登罕宮路站在開通時則被命名為牛津街站。1908年3月9日，牛津街站連接中央線東行月台和北線南行月台的轉乘通道啟用，並同時改名為托登罕宮路站。本站則被改名為古吉街站。古吉街街名源自於18世紀早期曾發展本站附近土地的約翰·古吉（John Goodge）。
本站是八個於二戰期間建造了防空洞的倫敦地鐵車站中的其中一個。這些防空洞於1940年倫敦大轟炸期間因應民眾要求而開始建造，並於1942年落成。落成後，位於本站下方的防空洞由德懷特·艾森豪威爾使用。二戰後，該防空洞曾被英軍用作運輸中心，直至1956年5月21日晚防空洞發生火災為止。

## 設計
本站不設扶手電梯前往月台層，但設有升降機。由於升降機下層出口與月台層之間尚有數級樓梯，因此本站尚未設有無障礙通道。雖然如此，鄰近的托登罕宮路站設有無障礙通道供乘客使用。除了電梯外，乘客亦可使用達138級的樓梯從大堂前往月台。

## 列車服務
由於本站位於北線查令十字支線，所有服務本站的列車均會停靠查令十字站。

### 繁忙時間
截至2021年9月, 本站的早繁南行班次（每小時）為:
- 4班 往肯寧頓（來自埃奇韋爾）
- 2班 往摩登（來自埃奇韋爾）
- 4班 往肯寧頓（來自高巴內特）
- 6班 往巴特錫發電站（來自高巴內特）
- 2班 往摩登（來自高巴內特）
- 1班 往肯寧頓（來自磨坊山東）
- 1班 往巴特錫發電站（來自磨坊山東）

### 非繁忙時間
截至2022年11月, 除了每小時4班來往摩登和埃奇韋爾 / 高巴內特分支的列車外，非繁忙時間的班次與繁忙時間相同。在非繁忙時間，本站的南行列車班次（每小時）為:
- 10班 往肯寧頓（來自埃奇韋爾）
- 8班 往巴特錫發電站（來自高巴內特）
- 2班 往巴特錫發電站（來自磨坊山東）

### 通宵服務
2016年11月18日起，北線開始逢星期五及六晚提供通宵列車服務，來往摩登和埃奇韋爾 / 高巴內特（途經查令十字支線）。北線銀行、磨坊山東及巴特錫支線並不設通宵服務。
2020年3月20日，倫敦地鐵所有通宵服務因2019冠狀病毒病疫情而暫停。北線於2022年7月2日起恢復了原有的通宵列車服務。
本站的南行通宵列車班次（每小時）為:
- 4班 往摩登（來自埃奇韋爾）
- 4班 往摩登（來自高巴內特）

## 接駁交通
倫敦巴士 24、29、73、390號及通宵路線N5、N20、N29、N73、N253和N279號線均服務本站，其中24及390號提供24小時服務。

## 車站相片

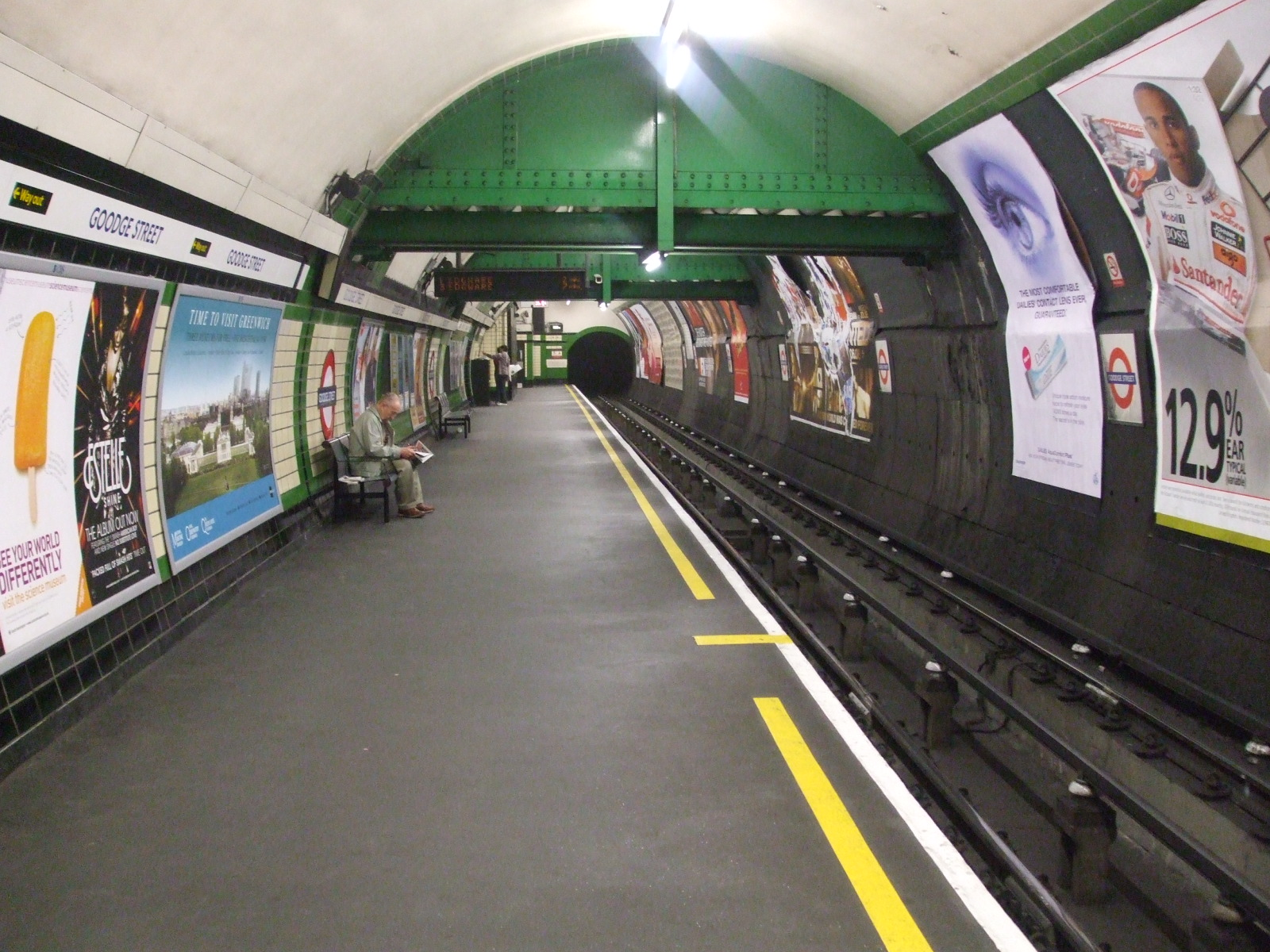
向南望及北行月台（翻新前）
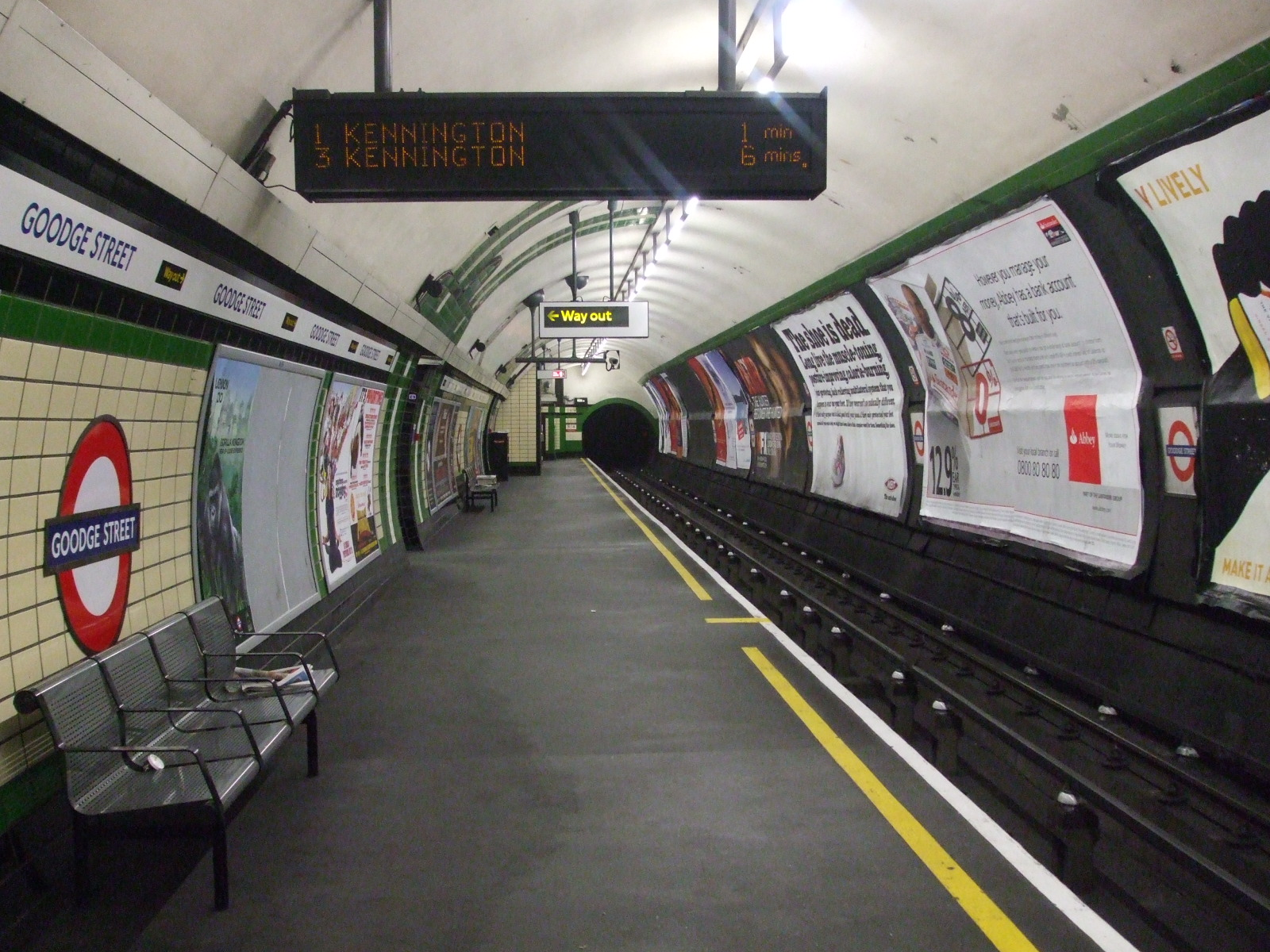
向北望及南行月台（翻新前）
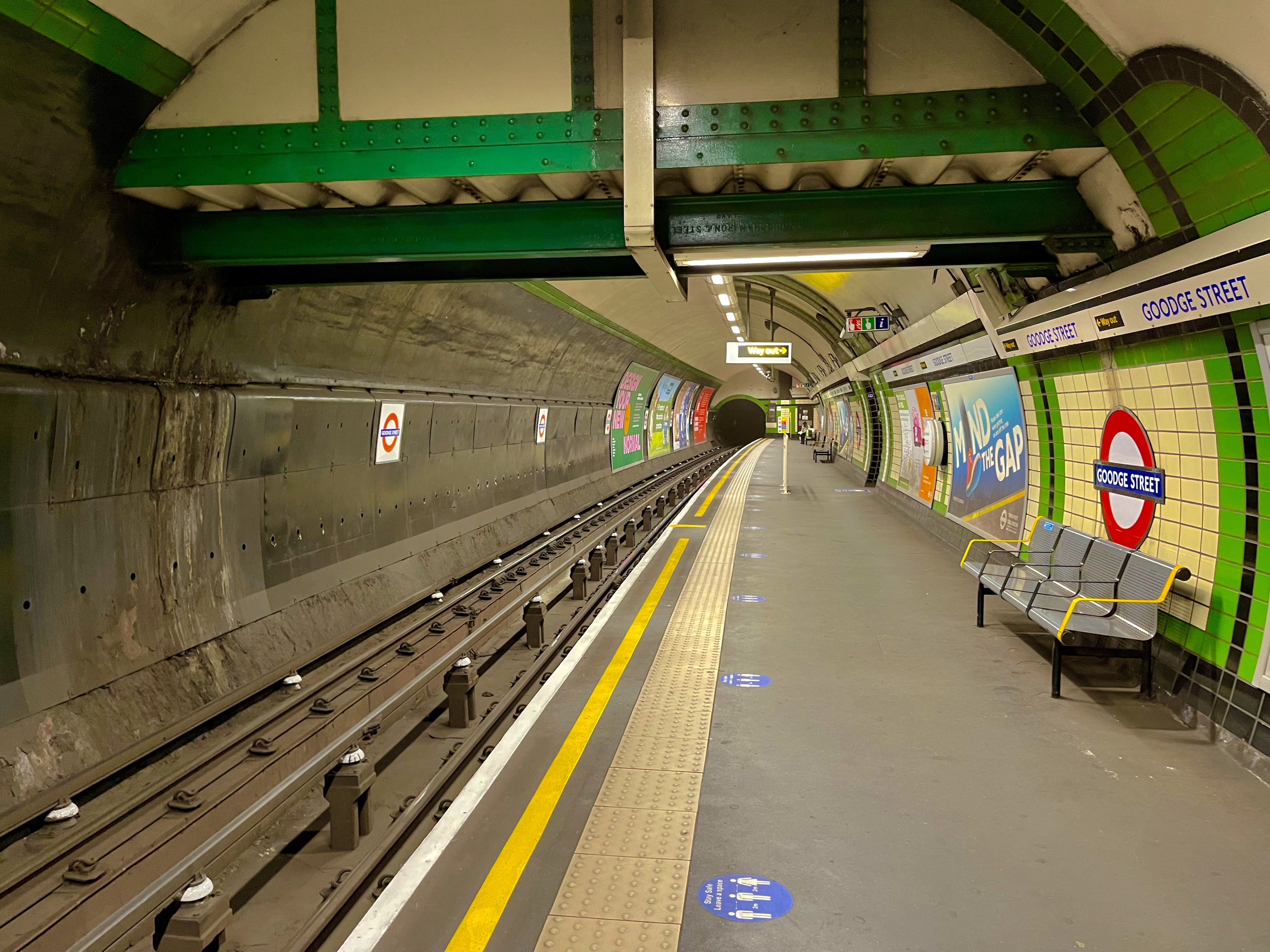
向北望及北行月台（翻新後）
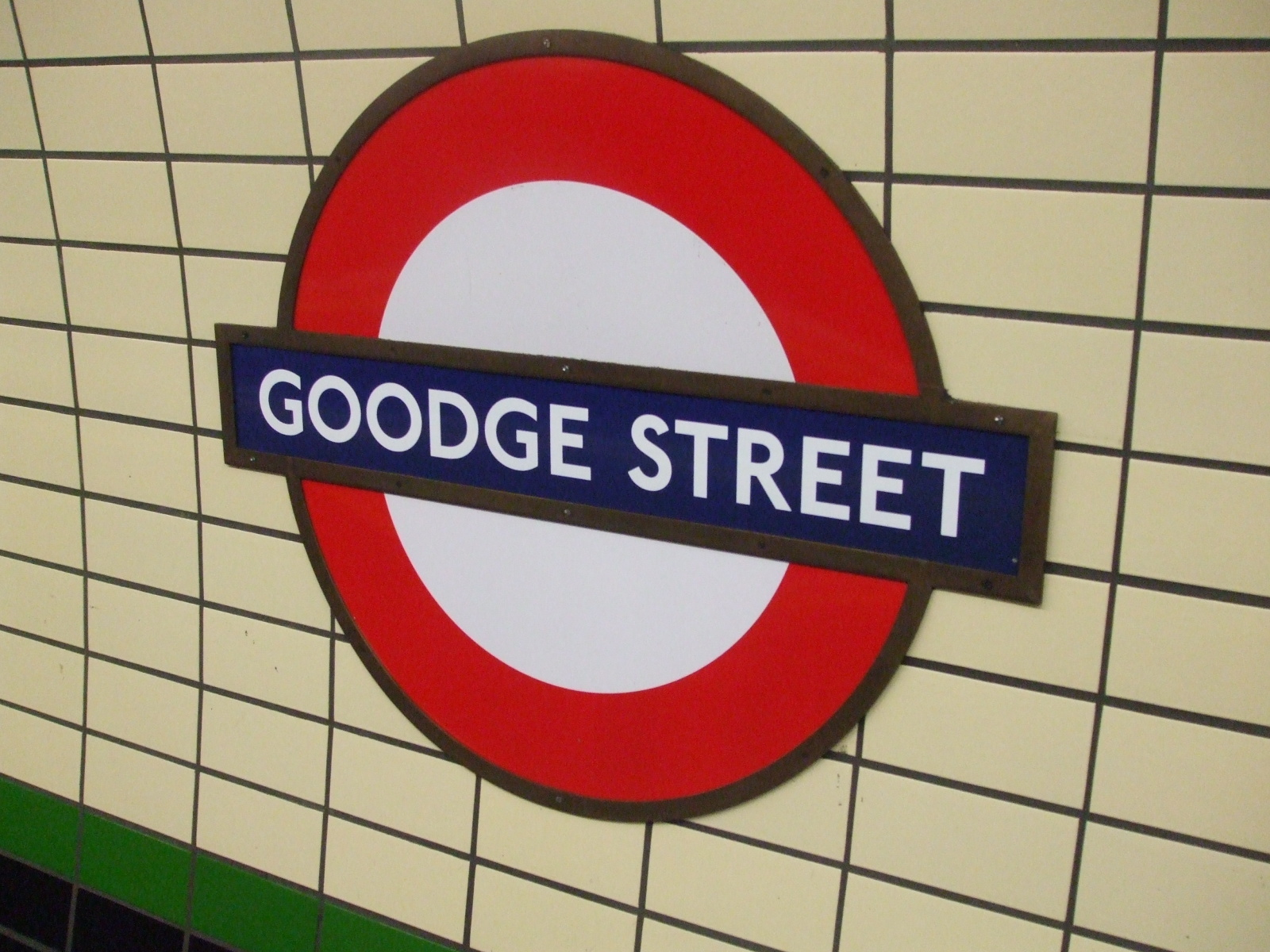
月台圓標
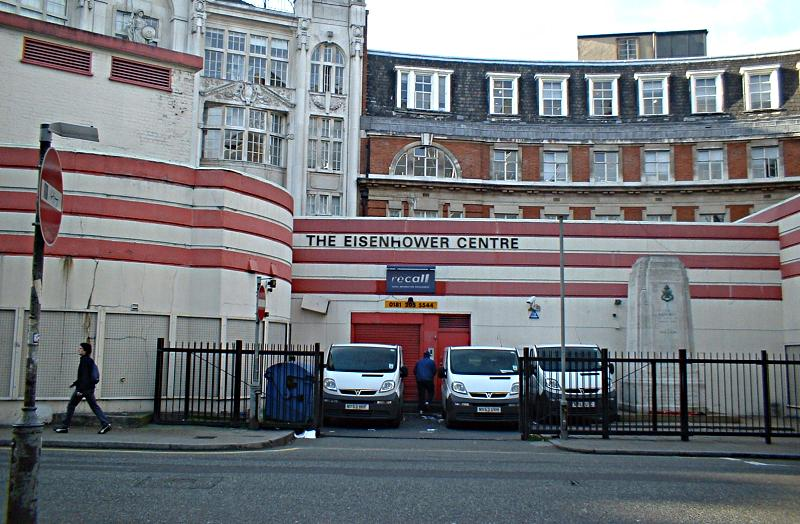
其中一個前往本站下方防空洞的入口
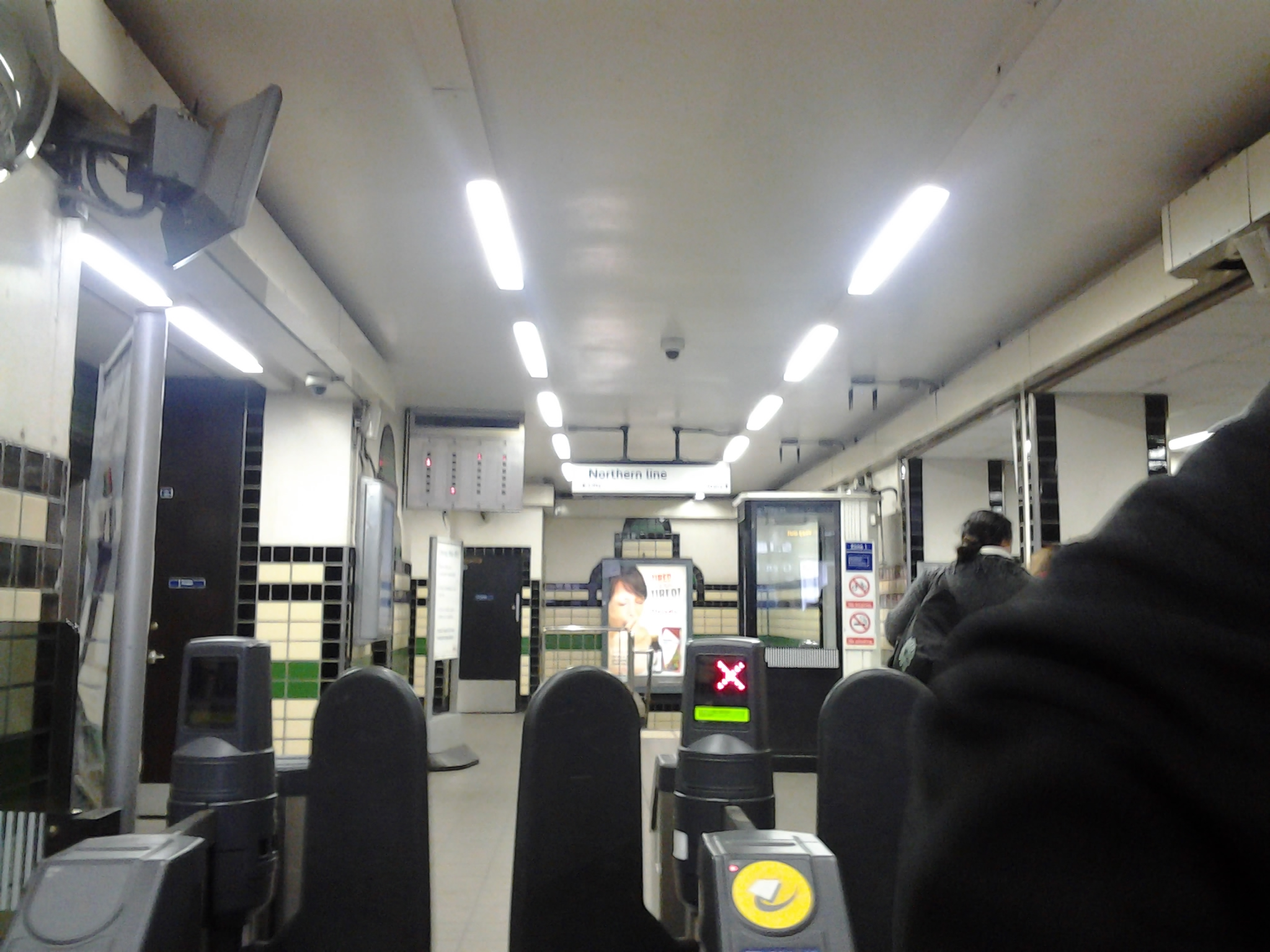
大堂

## 流行文化
於1965年發行的唐納文專輯童話（Fairytale）中，「晴朗的古吉街」（Sunny Goodge Street）一曲以本站為場景。
本站下方的防空洞亦曾是1968年異世奇人第五季恐懼之網單元的主要場景。
2005年，化學兄弟推出名為相信（Believe）的歌曲。本站曾於該首歌的音樂影片中出現。

## 鄰近地標
- 英國電信塔
- 倫敦大學亞非學院
- 皮特里埃及考古博物館

## 外部連結
- London Transport Museum Photographic Archive（页面存档备份，存于）
  - Goodge Street station, 1925
- More photographs of Goodge Street station（页面存档备份，存于）